# Bonifaz-Klasse
Die Bonifaz-Klasse (auch als F110-Klasse bezeichnet) ist eine geplante bzw. im Bau befindliche Klasse von fünf Fregatten der spanischen Marine. Sie ist der Nachfolger der Santa-María-Klasse. Die Schiffe sind als Mehrzweckeinheiten ausgelegt, der Schwerpunkt liegt aber auf U-Jagd.

## Allgemein
Die Bonifaz-Klasse wird vom staatlichen Rüstungsunternehmen Navantia entwickelt. Sie soll die Fregatten der Santa-María-Klasse ersetzen und die vorhandenen Mehrzweckfregatten der Álvaro-de-Bazán-Klasse (F100-/F105-Klasse) ergänzen.
Die Schiffe erhalten das spanische Kampfsystem SCOMBA (Sistema de COMbate de los Buques de la Armada). Das Feuerleitsystem für die Flugabwehr wird als Teilkomponente International AEGIS Fire Control Loop in SCOMBA eingebunden. An Bau und Integration des Kampfsystems und der Sensoren, einschließlich des aktiv phasengesteuerten Radars mit elektronischer Strahlschwenkung (AESA) auf Galliumnitrid-Basis mit der JETDS-Bezeichnung AN/SPY-7(V)2, sollen Lockheed Martin und Indra Sistemas beteiligt sein.
Für die Anschaffung von fünf Einheiten bewilligte das spanische Regierungskabinett im März 2019 4,3 Milliarden Euro.

## Einheiten
Das bisher einzige Baulos umfasst fünf U-Jagd-Fregatten. Der Bau zweier weiterer F110-Schiffe, die für die Luftverteidigung optimiert sind, wird gemäß Informationen der Denkfabrik Geopol 21 erwogen. Die Schiffe sind nach spanischen Marineoffizieren bzw. Admirälen benannt.
| Kennung | Name               | Bauwerft         | Kiellegung     | Stapellauf     | Indienststellung | Status   |
| ------- | ------------------ | ---------------- | -------------- | -------------- | ---------------- | -------- |
| F111    | Bonifaz            | Navantia, Ferrol | 9. August 2023 | 2025 (geplant) | 2028 (geplant)   | in Bau   |
| F112    | Roger de Lauria    | Navantia, Ferrol | 25. April 2025 | 2027 (geplant) | 2029 (geplant)   | in Bau   |
| F113    | Menéndez de Avilés | Navantia, Ferrol |                | 2028 (geplant) | 2030 (geplant)   | in Bau   |
| F114    | Luis de Córdova    | Navantia, Ferrol |                | 2029 (geplant) | 2031 (geplant)   | bestellt |
| F115    | Barceló            | Navantia, Ferrol |                | 2030 (geplant) | 2032 (geplant)   | bestellt |